# Музей сучасного мистецтва Каринтії
Музей сучасного мистецтва Каринтії (нім. Museum Moderner Kunst Kärnten, MMKK) — художня галерея в центрі міста Клагенфурт-ам-Вертерзе (Каринтія), відкрита в 1965 році в приміщеннях місцевого палацу (т. зв. «Замку», Klagenfurter Burg); стала самостійною організацією в 2003 році. Музей має в своєму розпорядженні виставкову площу близько 1000 м², яку використовує для проведення тимчасових персональних і тематичних виставок як австрійських, так і міжнародних сучасних художників. Колишня каплиця, прикрашена фресками в стилі бароко, також доступна художникам — як місце для інсталяцій.

## Історія та опис

### Будівля
Музей сучасного мистецтва Каринтії розташований в історичній будівлі в центрі міста Клагенфурт-ам-Вертерзе, в так званому «Замку» (Burg). Будівля була побудована в 1586 році з метою розміщення в ній школи для дітей з місцевого протестантського дворянства, «Колегії мудрості і благочестя» (Collegium sapientiae et pietatis). Внаслідок поширення Контрреформації в регіоні, школа припинила свою діяльність, а приміщення почали використовувати як адміністративне — з 1601 року тут була резиденція місцевого бургграфа. Після пожеж 1636 і 1723 років «Замок» був двічі перебудований, а в 1733—1734 роках до нього були додані північний фронтон і каплиця.
У 1747 році імператриця Марія Терезія вирішила розмістити в будівлі новий провінційний орган влади — «Repräsentation und Kammer», який з 1763 року став урядом провінції (Landeshauptmannschaft). У 1773 році до будівлі було добудовано ще один поверх, а фасад перебудували.
У період з 1791 до 1918 року будівля була резиденцією губернатора; після Першої світової війни, з 1919 року, «Замок» спочатку служив резиденцією югославського військового командування, а через рік став центральним офісом об'єднаної виборчої комісії. Відтоді він використовувався як адміністративний корпус, а потім, до 1928 року, знову був шкільним приміщенням.
З відкриттям в 1933 році галереї «Kärntner Landesgalerie», в «Замку» почали розміщувати художні колекції — в двох залах були виставлені 33 картини і скульптури. У 1934—1937 роках приміщення галереї були розширені, і в них було представлено вже 98 творів мистецтва.
У 1938 році, після аншлюсу, тут розмістився офіс Гестапо. У 1942 році мистецька асоціація «Kärntner Landesgalerie», яка керувала художнім зібранням, припинила свою діяльність, а її колекцію включили до зібрання музею Каринтії. Під час Другої світової війни, у 1943 році, все зібрання було евакуйовано.
У 1965 році галерея Каринтії була знову відкрита у відремонтованих залах.

### Сучасний стан
Після масштабної реконструкції, яка проходила в 2001—2003 роках під керівництвом архітекторів Гельмута Домінікуса і Ральфа Микули, в «Замку» відкрився Музей сучасного мистецтва Каринтії (нім. Museum Moderner Kunst Kärnten, MMKK). Урочиста церемонія відкриття незалежної галереї з виставковою площею близько 1000 м² пройшла навесні 2003 року.
Музейний двір (просто неба) площею близько 650 м² також слугує для розміщення робіт. Колишня барокова каплиця, прикрашена фресками, створеними Каринським художником Йозефом Фердинандом Фроміллером (1693—1760), тепер доступна для художників як місце проведення мистецьких заходів і створення інсталяцій — окремий зал названо «Kunstraum Burgkapelle».
З 2010 року ММКК керує Крістіна Ветцлінгер-Грундніг (Christine Wetzlinger-Grundnig).

### Колекція
Колекція Музею сучасного мистецтва Клагенфурта фокусується на роботах відомих художників XX і XXI століть; у межах персональних і тематичних виставок ММКК представляє твори місцевих, національних (австрійських) та міжнародних авторів. Постійне зібрання включає в себе роботи таких художників та скульпторів як Ганс Бішофсгаузен, Кікі Когельнік (Kiki Kogelnik), Марія Лассніг, Герман Ніч, Арнульф Райнер і Ганс Штаудагер, а також — Хеймо Цоберніг і Ганс Шабус. Додаткова програма включає в себе, крім класичних екскурсій, «творчі та інтерактивні» пропозиції; Також музей проводить різноманітні творчі заходи в галузі літератури, музики, сценічного мистецтва і мистецтвознавства.